# Logograph (Recht)

Der Logograph Lysias

Logograph (altgriechisch λογογράφος logographos, zusammengesetzt aus λόγος logos, deutsch ‚Wort‘ und γράφω grapho, deutsch ‚schreiben‘) ist die Bezeichnung für die Verfasser von Gerichtsreden im antiken Griechenland.

## Funktion der Logographen im Rechtswesen
Im antiken Athen hatte eine Prozesspartei ihre Sache vor Gericht mit zwei Plädoyers zu vertreten. Rechtsanwälte im modernen Sinne gab es nicht. Es war lediglich einem Freund oder Verwandten gestattet, eine Prozesspartei als „Fürsprech“ oder Synegor (altgriechisch συνήγορος synēgoros) zu unterstützen. Wer professionelle Hilfe suchte, konnte die Dienste eines Logographen in Anspruch nehmen und diesem seinen Fall schildern. Der Logograph verfasste dann eine Rede, die die Prozesspartei auswendig lernte und vor Gericht vortrug. Die Logographen unterschieden sich von den Synegoren dadurch, dass sich ihre Aufgabe auf das Verfassen des Plädoyers beschränkte und sie gegen Entgelt tätig wurden, was den Synegoren verboten war.
Antiphon von Rhamnus war einer der ersten professionellen Logographen. Für den Prozess des Sokrates hatte Lysias ein Plädoyer vorbereitet, das Sokrates aber ablehnte.
Für viele Logographen legte ihre beruflich erworbene Praxis bei politisch motivierten Prozessen den Grundstein für eine politische Laufbahn.
Die überlieferten Gerichtsreden der Logographen stellen die wichtigste historische Quelle für das attische Recht dar.

## Bekannte Logographen
- Antiphon von Rhamnus
- Demosthenes
- Deinarchos
- Hypereides
- Isaios
- Isokrates
- Lysias